# 代尼希夫卡
49°18′5″N 29°48′9″E / 49.30139°N 29.80250°E

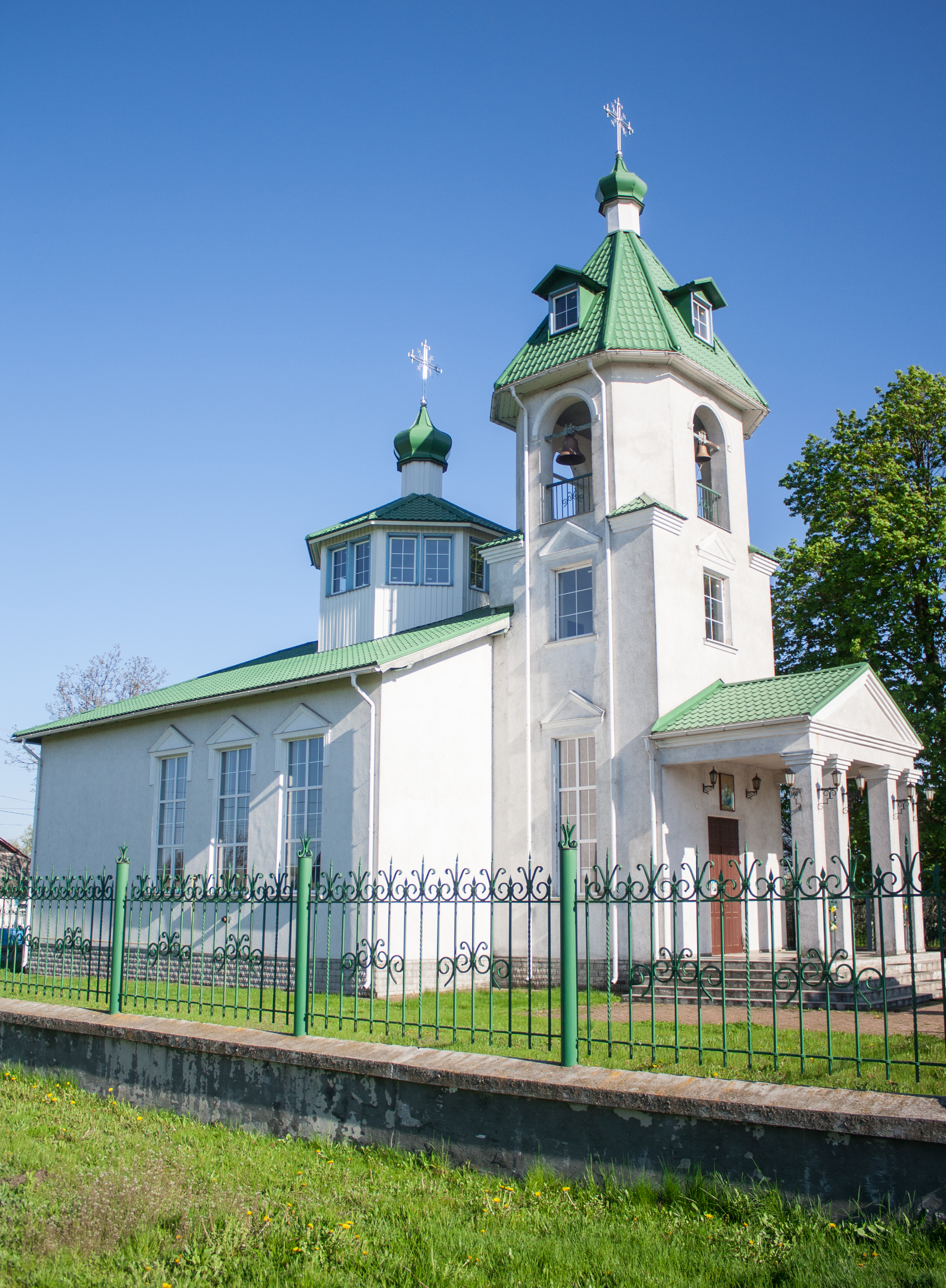
教堂

代尼希夫卡（烏克蘭語：Денихівка）是位於烏克蘭北部的村莊，由基辅州白采爾克瓦區的泰蒂伊夫市鎮負責管轄。該村面積3.89平方公里，海拔高度213米，2001年人口2,083，人口密度每平方公里536.2人。